# Țiganca
Țiganca è un comune della Moldavia situato nel distretto di Cantemir, di 2.757 abitanti al censimento del 2004.

## Località
Il comune è formato dall'insieme delle seguenti località: (popolazione 2004)
- Țiganca (1.724 abitanti)
- Ghioltosu (921 abitanti)
- Țiganca Nouă (112 abitanti)